# ناتسوئه واشیزو
ناتسوئه واشیزو (انگلیسی: Natsue Washizu; ۲۰ ژانویهٔ ۱۹۴۸ – ) فرهنگستان، ترجمه، خواننده، بازیگر، صداپیشگی اهل ژاپن بود.